# Phytomyptera mediaposita
Phytomyptera mediaposita là một loài ruồi trong họ Tachinidae.